# قشطة عربية
القشطة العربية وهي نوع من أنواع القشطة المستخرجة من حليب البقر غالبا، كما تعد القشطة العربية متماسكة أكثر من القشدة العادية التي يميل قوامها إلى كريمي وغالبا ماتكون القشطة العربية على شكل طبقات اسفنجية ممزوجة بالكريمة.

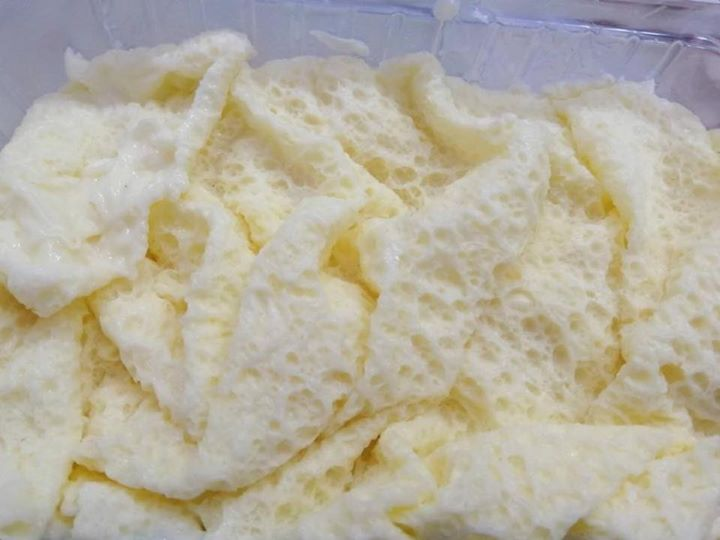
صورة لقشطة عربية طازجة

## أصل القشطة العربية
يعتبر اصل القشطة العربية مدينة حماة لهذا غالبا ماتسمى قشطة حموية ومن ثم انتشرت إلى باقي انحاء عالم عربي كمصر حيث تسمى قشطة بلدي (أي محلية) والعراق وفلسطين وحتى تركيا

## الاستعمالات
تستعمل القشطة العربية في كثير من الحلويات العربية وتقدم مع سلطة فواكه وفي مشروبات مثل القشاطي، ويمكن ان تقدم سادة أو مع عسل ومكسرات